# Egerius
Egerius (VI w. p.n.e.) - syn Arunsa urodzony po śmierci ojca, który był bratem Tarkwiniusza Starego. Jako że ojciec Arunsa i dziad Egeriusa Demartos zmarł wkrótce po swoim synu nie wiedząc, że jego synowa jest brzemienna, nie pozostawił wnukowi żadnego majątku. Dlatego też Liwiusz [I 34] i Dionizjusz z Halikarnasu [III 50] podają ludową etymologię imienia Egeriusa, wywodząc je od ubóstwa.
Kiedy wuj Egeriusa, Tarkwiniuz Stary, zajął sabińskie miasto Collatia, Egerius jako jego bratanek otrzymał władzę nad tym miejscem [Liv. I 38]. Według Dionizjusza z Halikarnasu [III 50] z tego powodu nadano mu przydomek Collatinus - przeważnie jednak używa się tego miana w odniesieniu do syna Egeriusa, Luciusa Tarquiniusa Collatinusa.
Egerius dowodził następnie siłami rzymskimi w wyprawie przeciw Fidenae [Dionys. III 57]. Gdy Tarkwiniusz Stary walczył z Etruskami, zajęli oni to miasto i pozostawili w nim garnizon. Tarkwiniusz podzielił wtedy swoje siły na dwie części - sam z armią złożoną głównie z Rzymian wyprawił się przeciw miastom etruskim, Egeriusowi zaś powierzył część armii złożoną głównie ze sprzymierzeńców latyńskich. Siły Egeriusa zajęły niebezpieczną pozycję koło miasta i zostały niemal doszczętnie zniszczone, gdyż etruski garnizon otrzymywał posiłki - Fidenae zdobył jednak sam Tarkwiniusz powracając z Etrurii, gdzie odniósł zwycięstwo.
Informacje o Egeriusie przekazali Liwiusz [I 34, 38] i Dionizjusz z Halikarnasu [III 50, 57, IV 64].